# Abibaal
Abibaal (en phénicien, 𐤀𐤁𐤉𐤁𐤏𐤋 ʾabībaʿl, litt. mon père est Baal) est un roi de Tyr, père du roi Hiram Ier, lequel est cité dans la Bible.

## Biographie
Abibaal est roi de Tyre au Xe siècle av. J.-C.. Toute l'information connue sur lui vient d'un passage de Contre Apion, de l'historiographe juif Flavius Josèphe, rédigé entre l'an 117 et 118 de notre ère. Le passage mentionne seulement qu'Abibaal précède Hiram Ier, son fils. Sa date de décès vient donc de la chronologie du règne de son fils.
Il n'est pas à confondre avec Abibaal, roi de Byblos ayant régné vers 930 av. J.-C..